# Louis Laiblin
Ernst Philipp Friedrich Louis Laiblin (* 4. Juni 1861 in Pfullingen; † 10. Februar 1927 in Tübingen) war ein deutscher Privatier, Mäzen, Ehrensenator der Universität Tübingen und Ehrenbürger der Stadt Pfullingen.

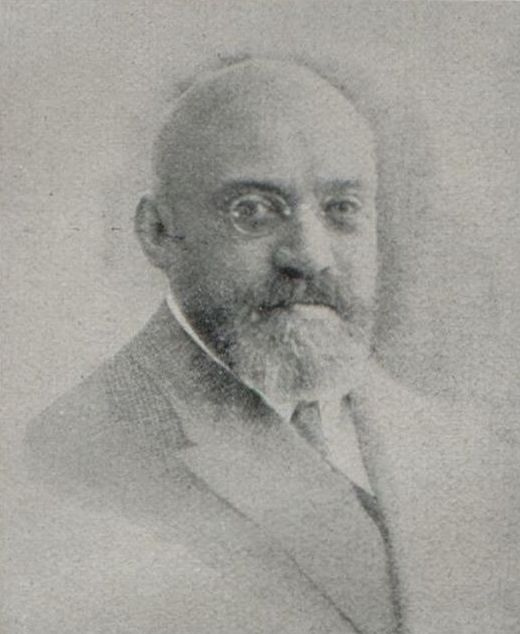
Louis Laiblin, um 1916

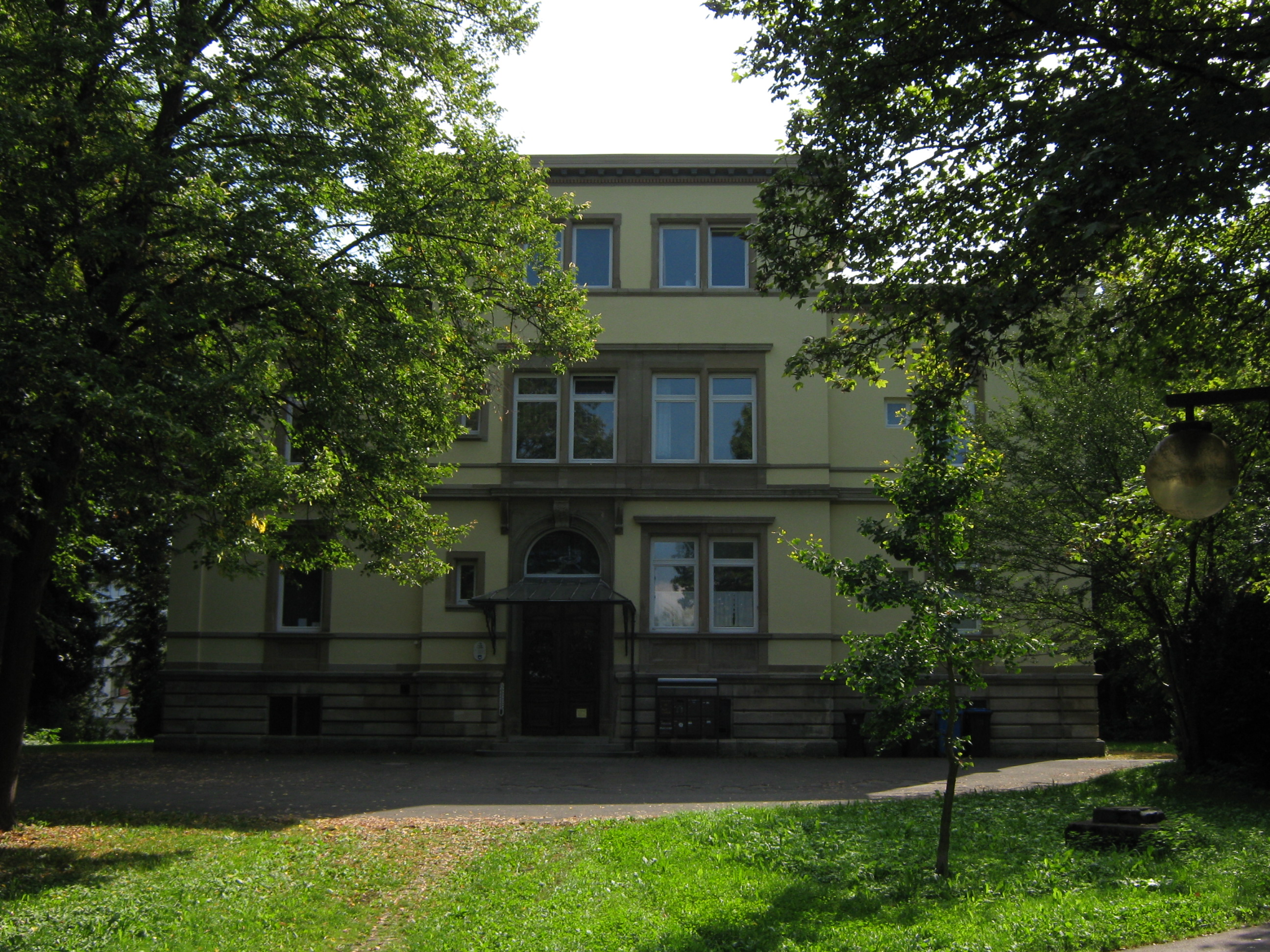
Die Villa Laiblin in der Pfullinger Klosterstraße 82 – erbaut 1872 – war der Hauptwohnsitz der Familie Laiblin (Nordansicht mit Haupteingangsbereich, 2011)

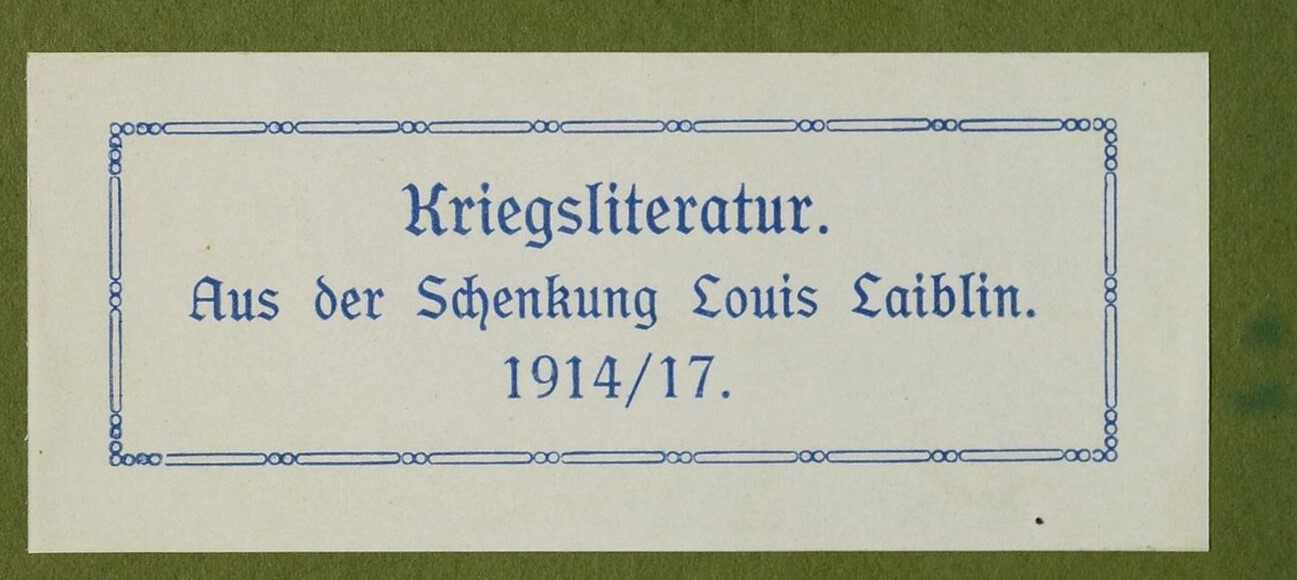
Schenkung an die UB Tübingen

## Leben
Louis Laiblin stammte aus der schwäbischen Unternehmerdynastie Laiblin, die in Pfullingen die Papierindustrie prägte. Seine Eltern waren Laura Larissa Laiblin geb. Lang und der Papierfabrikant Kommerzienrat Ernst Louis Laiblin. 1885 heiratete Louis Laiblin Helene Fleischhauer. Von seiner Hochzeit an lebte er als Privatier. Seine Frau starb bereits im Jahre 1897.
Nach dem Ausstieg aus dem Familienunternehmen lebte Laiblin von seinem beachtlichen Vermögen in Höhe von 4,5 Millionen Mark. Laiblin förderte die schönen Künste. Zu den von ihm gespendeten Bauvorhaben gehörten u. a. der Schönbergturm und die Pfullinger Hallen, beide von dem renommierten Architekten Theodor Fischer entworfen. Insgesamt sind von Laiblin rund 300 Stiftungen bekannt (u. a. durch Bücherstiftungen zugunsten der Universitätsbibliothek Tübingen, vor allem aus der Zeit des Ersten Weltkriegs). Zu Ehren seiner früh verstorbenen Frau ließ er die Steige zum Mädlesfelsen bauen, die romantisch über den Höhenkamm der Schwäbischen Alb zu dem Felsen führt.
Außerdem setzte sich Louis Laiblin mit Energie für die Modernisierung seiner Heimat ein und gehörte zu den ersten, die die Elektrizität förderten; für Pfullingen finanzierte der Schwabe eine der ersten Straßenreinigungsmaschinen.

## Ehrungen
- 1907: Ehrenbürgerwürde der Stadt Pfullingen[4]
- 1917: Königlich Württembergischer Geheimer Hofrat
- 1918: Komturkreuz des Herzoglich Sächsen-Ernestinischen Hausordens
- 1924: Ehrensenator der Eberhard Karls Universität Tübingen
- 1952: Die Stadt Pfullingen benannte den Louis-Laiblin-Weg und die Laiblinschule (Grundschule)[5] nach ihrem Ehrenbürger.